# Українська вулиця (Загреб)
Украї́нська ву́лиця (хорв. Ukrajinska ulica) — вулиця у столиці Хорватії Загребі, в районі Новий Загреб-схід, між мікрорайонами Травно та Утріна. Названа на знак вдячності за те, що Україна однією з перших у світі визнала державну незалежність Хорватії у 1991 році.
Має здебільшого роздільні проїжджі частини. Проходить неподалік від славнозвісної Мамутиці. Громадські організації українців Хорватії проводять на цій вулиці у жовтні щорічне свято — День Української вулиці. Для цього на вулиці міститься відкрита сцена поряд із каштаном і пам'ятним каменем на знак дружби хорватського та українського народів. Каштан привезено з України і посаджено 24 серпня 2001 від імені Посольства України в Хорватії та міста Загреба з нагоди відзначення 10-ї річниці незалежності України. Дерево символізує дружбу народів України та Хорватії. 
4 жовтня 2014 poку тут відбувся VII Центральний фестиваль українців Хорватії, присвячений 200-й річниці великого українського поета Тараса Шевченка. Фестиваль мав винятково багату програму, що включала круглий стіл на тему «200 років від дня народження Тараса Шевченка», круглий стіл «Ситуація в Україні сьогодні», традиційний щорічний День Української вулиці Загреба й відкриття виставки «Шевченко як художник/художники Шевченку». Головною подією фестивалю став великий концерт за участю українських культурних товариств із Вуковара, Осієка, Рієки, Славонського Броду, Шумеча, Канижі, Липовлян та Загреба. На концерті були присутні хорватські урядовці з Міністерства науки, освіти й спорту, Міністерства культури, представники Хорватського парламенту й міста Загреб. Одна частина концерту проходила саме на відкритій сцені на Українській вулиці, друга частина відбулася у приміщенні Культурного центру Травно, що міститься неподалік.
21 травня 2015 на Українській вулиці було урочисто відкрито пам'ятник Тарасові Шевченку.